# Phallomycetidae
Phallomycetidae é uma subclasse de fungos da classe Agaricomycetes.